# Casa Palau Surroca
Casa Palau Surroca és una obra de Manlleu (Osona) inclosa a l'Inventari del Patrimoni Arquitectònic de Catalunya.

## Descripció
Casa plurifamiliar situada a Dalt Vila, nucli antic de Manlleu. Consta de planta baixa, dos pisos i unes galeries a la part superior. La planta baixa està destinada actualment al comerç. Els murs exteriors dels pisos presenten relleus d'estuc amb formes més o menys geomètriques. Al primer pis hi ha un balcó, i al segon tres de més petites dimensions. La planta superior va ser addionada posteriorment. En aquesta hi ha una porxada de set arcs de mig punt.